# Islotes Sigrid
Die Islotes Sigrid (spanisch) sind eine Gruppe zweier kleiner Inseln im Palmer-Archipel westlich der Antarktischen Halbinsel. Sie liegen vor der Ostseite von Lecointe Island. Im Einzelnen sind dies die Guesalaga-Insel und die Isla Viola.
Wissenschaftler der 1. Chilenischen Antarktisexpedition (1946–1947) benannte diese Inselgruppe. Der weitere Benennungshintergrund ist nicht überliefert.